# António Coimbra Martins
António Antero Coimbra Martins (ur. 30 stycznia 1927 w Lizbonie, zm. 19 maja 2021 w Paryżu) – portugalski polityk, dyplomata, filolog i pisarz, parlamentarzysta krajowy, od 1983 do 1985 minister kultury, od 1986 do 1994 poseł do Parlamentu Europejskiego II i III kadencji.

## Życiorys
W 1950 ukończył studia z filologii romańskiej na Uniwersytecie Lizbońskim. Pracował jako nauczyciel języka portugalskiego w szkole średniej, a od połowy lat 50. wykładał na uniwersytetach w Paryżu, Montpellier i Marsylii. Później kierował katedrą literatury francuskiej na lizbońskiej uczelni. W 1965 należał do założycieli centrum kultury portugalskiej w Paryżu, został jego wicedyrektorem, w 1972 otworzył także bibliotekę w tym mieście. Opublikował kilka książek oraz artykuły naukowe, zajął się także tłumaczeniem na portugalski utworów francuskojęzycznych, m.in. twórczości Jeana-Paula Sartre’a.
W 1964 zaangażował się w opozycyjny ruch Acção Socialista Portuguesa, który przekształcił się w Partię Socjalistyczną. Należał do ruchu Comité para a Defesa das Liberdades em Portugal. Po rewolucji goździków odpowiadał za przyjęcie Portugalii do UNESCO, był zastępcą szefa misji przy tej organizacji. Od 1974 do 1979 pełnił funkcję ambasadora we Francji. Zasiadał w Zgromadzeniu Republiki III i IV kadencji. Od 9 czerwca 1983 do 6 listopada 1985 zajmował stanowisko ministra kultury w trzecim rządzie Mária Soaresa. Od 1 stycznia 1986 do 13 września 1987 był posłem do Parlamentu Europejskiego w ramach delegacji krajowej, w 1987 i 1989 uzyskiwał mandat eurodeputowanego w wyborach powszechnych, wykonując go do 1994. Przystąpił do frakcji socjalistycznej, należał m.in. do Komisji ds. Młodzieży, Kultury, Edukacji, Informacji i Sportu oraz Komisji ds. Transportu i Turystyki. W późniejszych latach był dyrektorem centrum kulturalnego fundacji Fundação Calouste Gulbenkian w Paryżu

## Odznaczenia
Wyróżniono go m.in. Krzyżem Wielkim Orderu Infanta Henryka, a także odznaczeniami francuskimi, w tym Orderem Narodowym Zasługi, Legią Honorową oraz Orderem Sztuki i Literatury.